# Eriococcus conspersus
Eriococcus conspersus är en insektsart som beskrevs av William Miles Maskell 1893. Eriococcus conspersus ingår i släktet Eriococcus och familjen filtsköldlöss. Inga underarter finns listade i Catalogue of Life.